# 알제리 사막

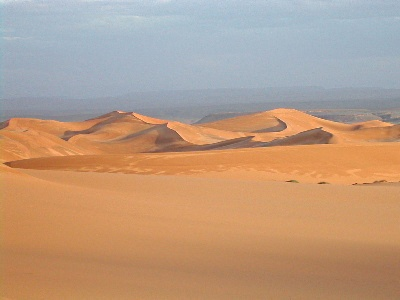
알제리 사막의 사구

알제리 사막(영어: Algerian Desert, 아랍어: الصحراء الجزائرية)은 알제리 남부에 걸쳐서 펼쳐져 있는 사막으로, 사구가 매우 많다. 알제리 영토의 5분의 4를 차지하며, 사하라 사막의 중북부를 차지하고 있다. 평균 기온은 46 °C에서 51 °C를 오르내리며, 강수량은 50~100mm이다. 1982년 UNESCO에 의해 세계유산에 등재되었다. 우아르글라(Ouargla), 아드라르(Adrar), 특히 인 살라(In Salah)와 같은 도시와 마을은 사하라 사막에서 가장 더운 곳 중 하나이다. 연간 평균 강수량은 최북단 지역에서 100mm(3.9인치)를 훨씬 초과하지만 중앙과 남부 지역은 50mm(2.0인치)보다 훨씬 적다.